# Danh Nhân (Shogi)

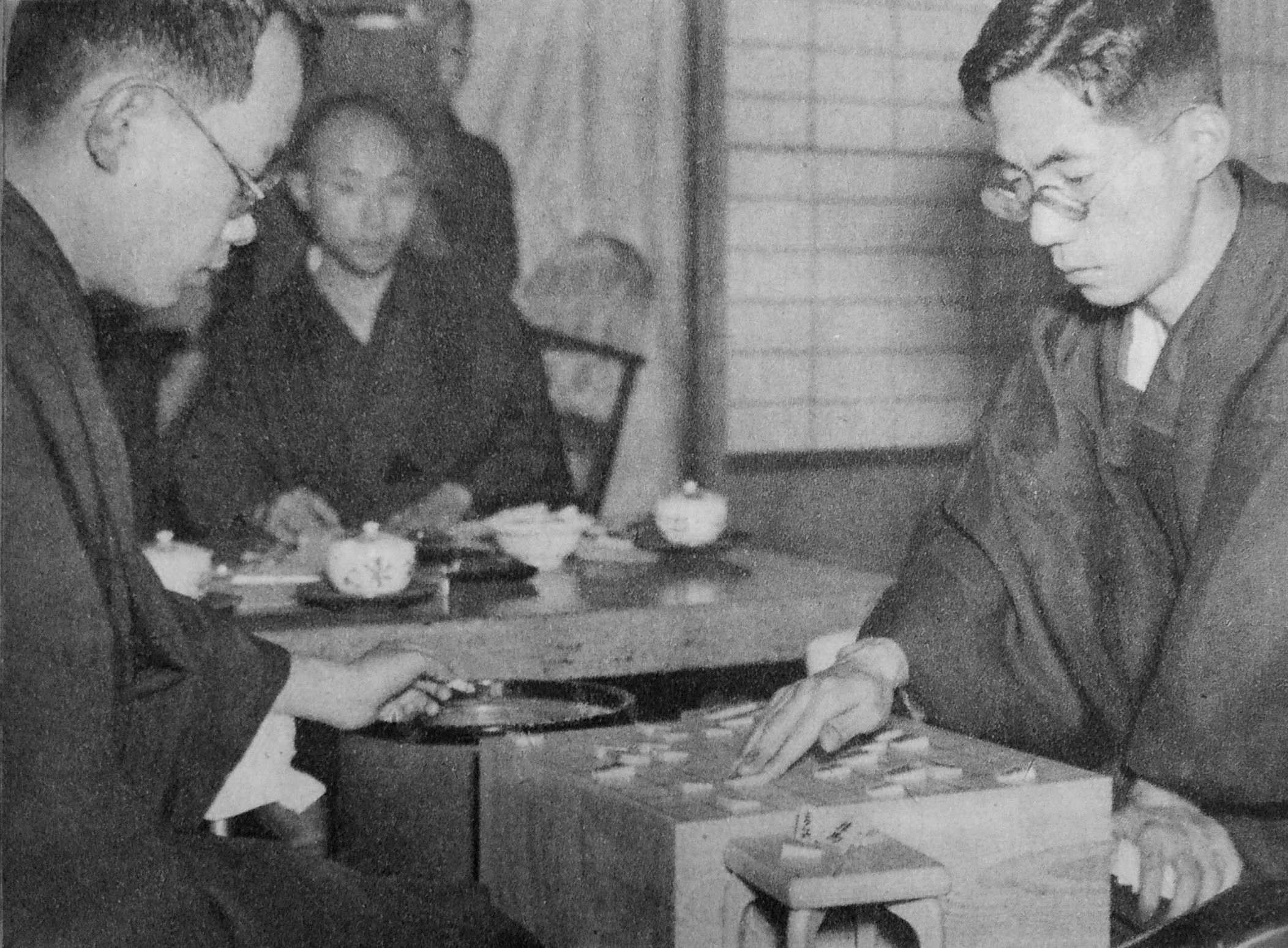
Tsukada Masao (phải) đang đấu với Ōyama Yasuharu (trái) năm 1948 trong trận tranh danh hiệu Danh Nhân lần thứ 7

Danh Nhân (名人 Meijin) là danh hiệu đầu tiên trong tám danh hiệu lớn của giới shogi chuyên nghiệp Nhật Bản, được khai sinh từ thế kỷ 17 trong thời kỳ Edo, và tới năm 1935 trở thành danh hiệu thi đấu chính thức với việc Sekine Kinjirō Thập tam thế Danh Nhân tự nguyện thoái vị và đề nghị Danh Nhân phải được lựa chọn thông qua thi đấu thay vì cha truyền con nối như trước đây. Từ "danh nhân" (名人 meijin) trong tiếng Nhật cũng được sử dụng để chỉ những người xuất sắc trong lĩnh vực của mình. Giải đấu tranh danh hiệu này được gọi là Danh Nhân Chiến (名人戦 Meijin-sen), do Nhật báo Asahi, Nhật báo Mainichi cùng Liên đoàn Shogi Nhật Bản chủ trì. Danh Nhân cùng với Long Vương được xem là hai danh hiệu cao quý nhất của giới shogi chuyên nghiệp.

## Thuận Vị chiến
Thuận Vị Chiến (順位戦 Jun'i-sen, "giải đấu xếp hạng") là giai đoạn lựa chọn người thách đấu cho danh hiệu Danh Nhân và được tài trợ bởi Nhật báo Asahi, Nhật báo Mainichi - tổ chức bởi Liên đoàn Shogi Nhật Bản, lần đầu tiên được Liên đoàn giới thiệu vào năm 1947. Thuận Vị chiến được tổ chức liên tục hàng năm ngay sau cặp trận tranh danh hiệu Danh Nhân (thường từ tháng 6 năm trước tới tháng 3 năm sau) kết thúc, và gồm có 5 hạng nối tiếp nhau (theo thứ tự từ cao tới thấp): Hạng A - Hạng B tổ 1 - Hạng B tổ 2 - Hạng C tổ 1 và thấp nhất là Hạng C tổ 2, người đứng đầu Hạng A sau giai đoạn Thuận Vị Chiến sẽ trở thành Khiêu chiến giả (người thách đấu) Danh Nhân. Bản thân đương kim Danh Nhân không phải tham gia giai đoạn này.
Để có cơ hội trở thành khiêu chiến giả danh hiệu Danh Nhân, một kỳ thủ sẽ phải trải qua ít nhất 5 năm - mỗi năm ở một hạng khác nhau do không có quyền nhảy cóc qua bất cứ một hạng nào. Trong quá trình được thăng hạng sau khi kết thúc Thuận Vị chiến, một kỳ thủ cũng có thể theo đó được thăng mức xếp hạng đẳng cấp của mình như sau:
- Thăng lên Bát đẳng (八段, 8-dan) đối với kỳ thủ được thăng lên Hạng A
- Thăng lên Thất đẳng (七段, 7-dan) đối với kỳ thủ được thăng lên Hạng B tổ 1
- Thăng lên Lục đẳng (六段, 6-dan) đối với kỳ thủ được thăng lên Hạng B tổ 2
- Thăng lên Ngũ đẳng (五段, 5-dan) đối với kỳ thủ được thăng lên Hạng C tổ 1

### Cơ chế hoạt động của Thuận Vị chiến
| Vị trí      | Kích thước                | Số ván đấu cần trải qua                                          | Cơ chế thăng hạng                                                                          | Cơ chế giáng hạng |
| ----------- | ------------------------- | ---------------------------------------------------------------- | ------------------------------------------------------------------------------------------ | --- |
| Danh Nhân   | 1 người                   | Loạt trận tranh danh hiệu 7 ván                                  | Người thắng 4 ván trước ⇒ Giành danh hiệu Danh Nhân                                        | Người thua trong loạt trận tranh danh hiệu → Giáng xuống Hạng A vào kỳ tiếp theo |
| Hạng A      | 10 người                  | 9 vòng đấu, đấu vòng tròn một lượt tính điểm + Playoff (nếu cần) | Người đứng đầu Hạng A ⇒ Khiêu chiến giả Danh Nhân                                          | 2 kỳ thủ xếp cuối hạng A → Giáng xuống Hạng B tổ 1 vào kỳ tiếp theo |
| Hạng B tổ 1 | 13 người                  | 12 vòng đấu, đấu vòng tròn một lượt tính điểm                    | 2 kỳ thủ đừng đầu Hạng B tổ 1 ⇒ Thăng lên Hạng A vào kỳ tiếp theo                          | 3 kỳ thủ xếp cuối Hạng B tổ 1 → Giáng xuống Hạng B tổ 2 vào kỳ tiếp theo |
| Hạng B tổ 2 | Không cố định             | 10 vòng đấu với các kỳ thủ trong hạng                            | 3 kỳ thủ đứng đầu hạng ⇒ Thăng hạng vào kỳ tiếp theo                                       | Nhận đủ 2 điểm giáng hạng → Giáng hạng vào kỳ tiếp theo |
| Hạng C tổ 1 | Không cố định             | 10 vòng đấu với các kỳ thủ trong hạng                            | 3 kỳ thủ đứng đầu hạng ⇒ Thăng hạng vào kỳ tiếp theo                                       | Nhận đủ 2 điểm giáng hạng → Giáng hạng vào kỳ tiếp theo |
| Hạng C tổ 2 | Không cố định             | 10 vòng đấu với các kỳ thủ trong hạng                            | 3 kỳ thủ đứng đầu hạng ⇒ Thăng hạng vào kỳ tiếp theo                                       | Nhận đủ 3 điểm giáng hạng → Có hai khả năng xảy ra: - Chuyển xuống Free Class vào kỳ tới (đối với kỳ thủ trước 59 tuổi, hoặc đạt đủ điều kiện xuống Free Class) hoặc - Yêu cầu giải nghệ (đối với kỳ thủ trên 60 tuổi hoặc không đạt đủ điều kiện xuống Free Class)                 |
| Free Class  | Xếp vào Free Class        | Không tham gia                                                   | Có khả năng quay trở lại tổ C2 - Đạt tỉ lệ thắng 65% trong 30 ván đấu chính thức liên tiếp | Nếu bị chuyển xuống Free Class và không thể trở lại Hạng C tổ 2, kỳ thủ đó sẽ nhận Yêu cầu giải nghệ nếu đạt đủ 1 trong hai điều kiện sau đây - Chuyển xuống Free Class đủ 10 năm - Đủ 60 tuổi Trước khi giải nghệ, một kỳ thủ ở Free Class vẫn được phép chơi ở các giải đấu khác. |
| Free Class  | Tuyên bố xuống Free Class | Không tham gia                                                   | Không thể quay trở lại hệ thống Thuận Vị Chiến (Free Class cho tới khi giải nghệ)          | Kỳ thủ đó vẫn sẽ được công nhận là kỳ thủ chuyên nghiệp trong quãng thời gian tối thiểu (từ 1 - 8 năm) và sẽ nhận Yêu cầu giải nghệ nếu đạt đủ 1 trong hai điều kiện sau đây: - Quãng thời gian tối thiểu đã trôi qua được 15 năm - Đủ 65 tuổi                                      |

#### Cơ chế tính điểm giáng hạng (B2, C1 và C2):
- Hạng B tổ 2: 1/4 số kỳ thủ trong hạng có thành tích thấp nhất nhận 1 điểm giáng hạng.
- Hạng C tổ 1 và Hạng C tổ 2: 2/9 số kỳ thủ trong hạng có thành tích thấp nhất nhận 1 điểm giáng hạng.

Lưu ý: Lấy phần nguyên số kỳ thủ (làm tròn xuống).
Cơ chế xóa điểm giáng hạng (B2, C1 và C2):
- Với Hạng C tổ 2, chỉ có thể xoá điểm giáng hạng thứ 2, không thể xoá điểm giáng hạng thứ nhất nếu không thăng/giáng hạng.
- Kỳ thủ có thành tích thắng > thua ở kỳ đó hoặc hoà (5 thắng 5 thua) ở 2 kỳ liên tiếp được xoá 1 điểm giáng hạng.
- Nếu kỳ thủ đồng thời thoả mãn điều kiện nhận và xoá điểm giáng hạng, kỳ thủ sẽ giữ nguyên hiện trạng sang kỳ tiếp theo.
- Sau khi thăng/giáng hạng, điểm giáng hạng được đặt lại về 0.

### Vị trí xuất phát tại các giải đấu Shogi khác dựa trên vị trí xếp hạng của Thuận Vị Chiến
Dựa trên vị trí của một kỳ thủ tại Thuận Vị chiến, các giải đấu Shogi chuyên nghiệp khác, gồm cả giải danh hiệu hoặc không có thể sắp xếp các kỳ thủ vào các vòng loại của giải đó mà có thể không cần qua những vòng trước đó, cụ thể như sau: 
| Vị trí      | Vị trí mà kỳ thủ đó xuất phát nhờ ưu tiên từ Thuận Vị Chiến | Vị trí mà kỳ thủ đó xuất phát nhờ ưu tiên từ Thuận Vị Chiến | Vị trí mà kỳ thủ đó xuất phát nhờ ưu tiên từ Thuận Vị Chiến | Vị trí mà kỳ thủ đó xuất phát nhờ ưu tiên từ Thuận Vị Chiến | Vị trí mà kỳ thủ đó xuất phát nhờ ưu tiên từ Thuận Vị Chiến | Vị trí mà kỳ thủ đó xuất phát nhờ ưu tiên từ Thuận Vị Chiến | Vị trí mà kỳ thủ đó xuất phát nhờ ưu tiên từ Thuận Vị Chiến | Vị trí mà kỳ thủ đó xuất phát nhờ ưu tiên từ Thuận Vị Chiến | Vị trí mà kỳ thủ đó xuất phát nhờ ưu tiên từ Thuận Vị Chiến | Vị trí mà kỳ thủ đó xuất phát nhờ ưu tiên từ Thuận Vị Chiến | Vị trí mà kỳ thủ đó xuất phát nhờ ưu tiên từ Thuận Vị Chiến |
| Vị trí      | Các giải danh hiệu                                          | Các giải danh hiệu                                          | Các giải danh hiệu                                          | Các giải danh hiệu                                          | Các giải danh hiệu                                          | Các giải danh hiệu                                          | Các giải danh hiệu                                          | Các giải không danh hiệu                                    | Các giải không danh hiệu                                    | Các giải không danh hiệu                                    | Các giải không danh hiệu                                    |
| Vị trí      | Long Vương Chiến                                            | Vương Vị Chiến                                              | Vương Tọa Chiến                                             | Kỳ Vương Chiến                                              | Vương Tướng Chiến                                           | Duệ Vương Chiến                                             | Kỳ Thánh Chiến                                              | Cup Asahi mở rộng                                           | Ngân Hà Chiến                                               | Cúp NHK                                                     | Giải vô địch Toàn Nhật Bản Cúp JT                           |
| ----------- | ----------------------------------------------------------- | ----------------------------------------------------------- | ----------------------------------------------------------- | ----------------------------------------------------------- | ----------------------------------------------------------- | ----------------------------------------------------------- | ----------------------------------------------------------- | ----------------------------------------------------------- | ----------------------------------------------------------- | ----------------------------------------------------------- | ----------------------------------------------------------- |
| Danh Nhân   | Không có ưu tiên                                            | Không có ưu tiên                                            | Vòng Xác định Khiêu chiến giả                               | Vòng Xác định Khiêu chiến giả - Vòng 2                      | Vòng Sơ loại thứ hai - Vòng 2                               | Không có ưu tiên                                            | Vòng Xác định Khiêu chiến giả                               | Vòng Chung kết                                              | Vòng Chung kết                                              | Vòng Chung kết - Vòng 2                                     | Vòng Chung kết - Vòng 2                                     |
| Hạng A      | Không có ưu tiên                                            | Không có ưu tiên                                            | Vòng Sơ loại thứ hai                                        | Vòng Xác định Khiêu chiến giả                               | Vòng Sơ loại thứ hai                                        | Không có ưu tiên                                            | Vòng Sơ loại thứ hai                                        | △                                                           | Vòng Chung kết                                              | Vòng Chung kết (Ưu tiên vòng 2 dành cho các kỳ thủ top đầu) | Không có ưu tiên                                            |
| Hạng B tổ 1 | Không có ưu tiên                                            | Không có ưu tiên                                            | Vòng Sơ loại thứ hai                                        | Vòng Xác định Khiêu chiến giả                               | Không có ưu tiên                                            | Không có ưu tiên                                            | Vòng Sơ loại thứ hai                                        | △                                                           | Vòng Chung kết                                              | Vòng Chung kết                                              | Không có ưu tiên                                            |
| Hạng B tổ 2 | Không có ưu tiên                                            | Không có ưu tiên                                            | Vòng Sơ loại thứ hai                                        | Không có ưu tiên                                            | Không có ưu tiên                                            | Không có ưu tiên                                            | Vòng Sơ loại thứ hai                                        | Không có ưu tiên                                            | Không có ưu tiên                                            | Không có ưu tiên                                            | Không có ưu tiên                                            |

Dấu △ nhằm để chỉ kỳ thủ ở tổ đó vẫn sẽ nhận được ưu tiên, nhưng phải dựa trên các giải đấu - danh hiệu khác.

## Danh hiệu Vĩnh thế Danh Nhân
Vĩnh thế Danh Nhân (永世名人 Eisei Meijin) là danh hiệu được trao cho một kỳ thủ khi người đó giành được danh hiệu Danh Nhân đủ 5 kỳ. Kỳ thủ chỉ được nhận danh hiệu khi họ ngừng hoạt động chuyên nghiệp bởi bất cứ lý do nào như giải nghệ hay qua đời. Khi một kỳ thủ nhận danh hiệu đặc biệt này, họ sẽ được gọi là X thế Danh Nhân (X là số thứ tự đời Danh Nhân đọc theo âm Hán - Việt). (Ví dụ với Kimura Yoshio - Vĩnh thế Danh Nhân đời thứ 14, vì trước ông đã có 13 vị Vĩnh thế Danh Nhân khác. Kimura cũng là người đầu tiên đạt được danh hiệu này thông qua thi đấu).
Trước năm 1949, danh dự này không thể đạt được thông qua thi đấu danh hiệu Danh Nhân, và trên thực tế 13 đời Vĩnh thế Danh Nhân đầu tiên được thừa kế trong dòng họ cho tới tháng 2/1938, khi vị Vĩnh thế Danh Nhân đời thứ 13 - Sekine Kinjiro chính thức thoái vị, trao trả danh hiệu Danh Nhân của mình một cách tự nguyện và mong muốn danh hiệu này sẽ phải thi đấu để tranh đoạt thay vì cơ chế cũ.
Dưới đây là danh sách các kỳ thủ đã đạt được danh hiệu này:
- Từ Nhất thế đến Thập tam thế Danh Nhân, danh hiệu này được thừa kế trong dòng họ như sau:
- Nhất thế Danh Nhân: Ōhashi Sōkei đệ Nhất[5]
- Nhị thế Danh Nhân: Ōhashi Sōko[6]
- Tam thế Danh Nhân: Itō Sōkan đệ Nhất[7]
- Tứ thế Danh Nhân: Ōhashi Sōkei đệ Ngũ[8]
- Ngũ thế Danh Nhân: Itō Sōin đệ Nhị[9]
- Lục thế Danh Nhân: Ōhashi Sōyo đệ Tam[10]
- Thất thế Danh Nhân: Itō Sōkan đệ Tam[11]
- Bát thế Danh Nhân: Ōhashi Sōkei đệ Cửu[12]
- Cửu thế Danh Nhân: Ōhashi Soei đệ Lục[13]
- Thập thế Danh Nhân: Itō Sōkan đệ Lục[14]
- Thập nhất thế Danh Nhân: Itō Sōin đệ Bát[15]
- Thập nhị thế Danh Nhân: Ono Gohei[16]
- Thập tam thế Danh Nhân: Sekine Kinjirō[1]

Từ đời Thập tứ thế Danh Nhân trở đi, danh hiệu Vĩnh thế Danh Nhân được trao cho các kỳ thủ giành danh hiệu Danh Nhân đủ 5 kỳ, và họ được coi là hậu duệ của 13 đời Danh Nhân kể trên.
- Thập tứ thế Danh Nhân: Kimura Yoshio[17] (8 kỳ, đạt đủ điều kiện năm 1944 và được trao danh hiệu năm 1952)
- Thập ngũ thế Danh Nhân: Ōyama Yasuharu[18](18 kỳ, đạt đủ điều kiện năm 1956 và được trao danh hiệu năm 1976 khi vẫn đang hoạt động)
- Thập lục thế Danh Nhân: Nakahara Makoto[19](15 kỳ, đạt đủ điều kiện năm 1976 và được trao danh hiệu năm 2007 khi vẫn đang hoạt động)
- Thập thất thế Danh nhân: Tanigawa Kōji[20](5 kỳ, đạt đủ điều kiện năm 1997, được trao danh hiệu năm 2022 khi vẫn đang hoạt động)
- Thập bát thế Danh Nhân: Moriuchi Toshiyuki[21](8 kỳ, đạt đủ điều kiện năm 2007)
- Thập cửu thế Danh Nhân: Habu Yoshiharu (9 kỳ, đạt đủ điều kiện năm 2008)

## Danh sách kỳ thủ giành danh hiệu Danh Nhân
Lưu ý rằng tên kỳ thủ được in đậm để chỉ năm/kỳ mà kỳ thủ đó đạt đủ điều kiện cho danh hiệu Vĩnh thế Danh Nhân.
| Kỳ | Năm  | Người chiến thắng      | Tỷ số | Đối thủ            | Ghi chú                                     |
| -- | ---- | ---------------------- | ----- | ------------------ | ------------------------------------------- |
| 1  | 1937 | Kimura Yoshio          |       |                    |                                             |
| 2  | 1940 | Kimura Yoshio (2)      | 4-1   | Doi Ichitarō       |                                             |
| 3  | 1942 | Kimura Yoshio (3)      | 4-0   | Kanda Tatsunosuke  |                                             |
| 4  | 1943 | Kimura Yoshio (4)      |       |                    | Không thi đấu.                              |
| 5  | 1944 | Kimura Yoshio (5)      |       |                    | Không thi đấu.                              |
| 6  | 1947 | Tsukada Masao          | 4-2   | Kimura Yoshio      |                                             |
| 7  | 1948 | Tsukada Masao (2)      | 4-2   | Ōyama Yasuharu     |                                             |
| 8  | 1949 | Kimura Yoshio (6)      | 3-2   | Tsukada Masao      |                                             |
| 9  | 1950 | Kimura Yoshio (7)      | 4-2   | Ōyama Yasuharu     |                                             |
| 10 | 1951 | Kimura Yoshio (8)      | 4-2   | Masuda Kozō        |                                             |
| 11 | 1952 | Ōyama Yasuharu         | 4-1   | Kimura Yoshio      |                                             |
| 12 | 1953 | Ōyama Yasuharu (2)     | 4-1   | Masuda Kozō        |                                             |
| 13 | 1954 | Ōyama Yasuharu (3)     | 4-1   | Masuda Kozō        |                                             |
| 14 | 1955 | Ōyama Yasuharu (4)     | 4-2   | Takashima Kazukiyo |                                             |
| 15 | 1956 | Ōyama Yasuharu (5)     | 4-0   | Hanamura Motoji    |                                             |
| 16 | 1957 | Masuda Kozō            | 4-2   | Ōyama Yasuharu     |                                             |
| 17 | 1958 | Masuda Kozō (2)        | 4-2   | Ōyama Yasuharu     |                                             |
| 18 | 1959 | Ōyama Yasuharu (6)     | 4-1   | Masuda Kozō        |                                             |
| 19 | 1960 | Ōyama Yasuharu (7)     | 4-1   | Katō Hifumi        |                                             |
| 20 | 1961 | Ōyama Yasuharu (8)     | 4-1   | Maruta Yuzō        |                                             |
| 21 | 1962 | Ōyama Yasuharu (9)     | 4-0   | Futakami Tatsuya   |                                             |
| 22 | 1963 | Ōyama Yasuharu (10)    | 4-1   | Masuda Kozō        |                                             |
| 23 | 1964 | Ōyama Yasuharu (11)    | 4-2   | Futakami Tatsuya   |                                             |
| 24 | 1965 | Ōyama Yasuharu (12)    | 4-1   | Yamada Michiyoshi  |                                             |
| 25 | 1966 | Ōyama Yasuharu (13)    | 4-2   | Masuda Kozō        |                                             |
| 26 | 1967 | Ōyama Yasuharu (14)    | 4-1   | Futakami Tatsuya   |                                             |
| 27 | 1968 | Ōyama Yasuharu (15)    | 4-0   | Masuda Kozō        |                                             |
| 28 | 1969 | Ōyama Yasuharu (16)    | 4-3   | Ariyoshi Michio    |                                             |
| 29 | 1970 | Ōyama Yasuharu (17)    | 4-1   | Nada Rensho        |                                             |
| 30 | 1971 | Ōyama Yasuharu (18)    | 4-3   | Masuda Kozō        |                                             |
| 31 | 1972 | Nakahara Makoto        | 4-3   | Ōyama Yasuharu     |                                             |
| 32 | 1973 | Nakahara Makoto (2)    | 4-0   | Katō Hifumi        |                                             |
| 33 | 1974 | Nakahara Makoto (3)    | 4-3   | Ōyama Yasuharu     |                                             |
| 34 | 1975 | Nakahara Makoto (4)    | 4-3   | Ouchi Nobuyuki     |                                             |
| 35 | 1976 | Nakahara Makoto (5)    | 4-3   | Yonenaga Kunio     |                                             |
| 35 | 1977 | Nakahara Makoto        |       |                    | Không tổ chức. Nakahara nhận lại danh hiệu. |
| 36 | 1978 | Nakahara Makoto (6)    | 4-2   | Mori Keiji         |                                             |
| 37 | 1979 | Nakahara Makoto (7)    | 4-2   | Yonenaga Kunio     |                                             |
| 38 | 1980 | Nakahara Makoto (8)    | 4-1   | Yonenaga Kunio     |                                             |
| 39 | 1981 | Nakahara Makoto (9)    | 4-1   | Kiriyama Kiyozumi  |                                             |
| 40 | 1982 | Katō Hifumi            | 4-3   | Nakahara Makoto    |                                             |
| 41 | 1983 | Tanigawa Kōji (1)      | 4-2   | Katō Hifumi        |                                             |
| 42 | 1984 | Tanigawa Kōji (2)      | 4-1   | Moriyasu Hidemitsu |                                             |
| 43 | 1985 | Nakahara Makoto (10)   | 4-2   | Tanigawa Kōji      |                                             |
| 44 | 1986 | Nakahara Makoto (11)   | 4-1   | Ōyama Yasuharu     |                                             |
| 45 | 1987 | Nakahara Makoto (12)   | 4-2   | Yonenaga Kunio     |                                             |
| 46 | 1988 | Tanigawa Kōji (3)      | 4-2   | Nakahara Makoto    |                                             |
| 47 | 1989 | Tanigawa Kōji (4)      | 4-0   | Yonenaga Kunio     |                                             |
| 48 | 1990 | Nakahara Makoto (13)   | 4-2   | Tanigawa Kōji      |                                             |
| 49 | 1991 | Nakahara Makoto (14)   | 4-1   | Yonenaga Kunio     |                                             |
| 50 | 1992 | Nakahara Makoto (15)   | 4-3   | Takahashi Michio   |                                             |
| 51 | 1993 | Yonenaga Kunio         | 4-0   | Nakahara Makoto    |                                             |
| 52 | 1994 | Habu Yoshiharu         | 4-2   | Yonenaga Kunio     |                                             |
| 53 | 1995 | Habu Yoshiharu (2)     | 4-1   | Morishita Taku     |                                             |
| 54 | 1996 | Habu Yoshiharu (3)     | 4-1   | Moriuchi Toshiyuki |                                             |
| 55 | 1997 | Tanigawa Kōji (5)      | 4-2   | Habu Yoshiharu     |                                             |
| 56 | 1998 | Satō Yasumitsu         | 4-3   | Tanigawa Kōji      |                                             |
| 57 | 1999 | Satō Yasumitsu (2)     | 4-3   | Tanigawa Kōji      |                                             |
| 58 | 2000 | Maruyama Tadahisa      | 4-3   | Satō Yasumitsu     |                                             |
| 59 | 2001 | Maruyama Tadahisa (2)  | 4-3   | Tanigawa Kōji      |                                             |
| 60 | 2002 | Moriuchi Toshiyuki     | 4-0   | Maruyama Tadahisa  |                                             |
| 61 | 2003 | Habu Yoshiharu (4)     | 4-0   | Moriuchi Toshiyuki |                                             |
| 62 | 2004 | Moriuchi Toshiyuki (2) | 4-2   | Habu Yoshiharu     |                                             |
| 63 | 2005 | Moriuchi Toshiyuki (3) | 4-3   | Habu Yoshiharu     |                                             |
| 64 | 2006 | Moriuchi Toshiyuki (4) | 4-2   | Tanigawa Kōji      |                                             |
| 65 | 2007 | Moriuchi Toshiyuki (5) | 4-3   | Gōda Masataka      |                                             |
| 66 | 2008 | Habu Yoshiharu (5)     | 4-2   | Moriuchi Toshiyuki |                                             |
| 67 | 2009 | Habu Yoshiharu (6)     | 4-3   | Gōda Masataka      |                                             |
| 68 | 2010 | Habu Yoshiharu (7)     | 4-0   | Miura Hiroyuki     |                                             |
| 69 | 2011 | Moriuchi Toshiyuki (6) | 4-3   | Habu Yoshiharu     |                                             |
| 70 | 2012 | Moriuchi Toshiyuki (7) | 4-2   | Habu Yoshiharu     |                                             |
| 71 | 2013 | Moriuchi Toshiyuki (8) | 4-1   | Habu Yoshiharu     |                                             |
| 72 | 2014 | Habu Yoshiharu (8)     | 4-0   | Moriuchi Toshiyuki |                                             |
| 73 | 2015 | Habu Yoshiharu (9)     | 4-1   | Namekata Hisashi   |                                             |
| 74 | 2016 | Sato Amahiko           | 4-1   | Habu Yoshiharu     |                                             |
| 75 | 2017 | Sato Amahiko (2)       | 4-2   | Inaba Akira        |                                             |
| 76 | 2018 | Sato Amahiko (3)       | 4-2   | Habu Yoshiharu     |                                             |
| 77 | 2019 | Toyoshima Masayuki     | 4-0   | Sato Amahiko       |                                             |
| 78 | 2020 | Watanabe Akira         | 4-2   | Toyoshima Masayuki |                                             |
| 79 | 2021 | Watanabe Akira (2)     | 4-1   | Saito Shintaro     |                                             |
| 80 | 2022 | Watanabe Akira (3)     | 4-1   | Saito Shintaro     |                                             |
| 81 | 2023 | Fujii Sota             | 4-1   | Watanabe Akira     |                                             |